# Władimir Jerszow (polityk)
Władimir Aleksandrowicz Jerszow (ros. Владимир Александрович Ершов, ur. 1906 w Moskwie, zm. 15 kwietnia 1943) – radziecki polityk, działacz partyjny.

## Życiorys
W 1925 został członkiem RKP(b). Od listopada 1937 do czerwca 1938 był II sekretarzem Biura Organizacyjnego KC WKP(b) na Kraj Krasnodarski, następnie II sekretarzem Krasnodarskiego Komitetu Krajowego WKP(b) i członkiem Komisji Kontroli Partyjnej przy KC WKP(b). Później pełnił funkcję zastępcy ludowego komisarza zapasów ZSRR. Zginął podczas wojny z Niemcami.